# Ulrich Cavelti
Ulrich Augustinus Cavelti-Scherrer (* 28. April 1947 in Gossau, Kanton St. Gallen; heimatberechtigt in Sagogn, Kanton Graubünden; † 3. August 2018) war ein Schweizer Jurist. Er galt als renommierter Finanz- und Steuerrechtler in der Schweiz.

## Leben
Ulrich Cavelti stammte aus einer Bündner Buchdruckerfamilie; er wurde als zweites von sechs Kindern in Gossau geboren. Er besuchte das Gymnasium Friedberg und das Kollegium Engelberg. An der Universität Freiburg studierte er Rechtswissenschaften und wurde mit einer rechtsphilosophischen Arbeit über Einflüsse der Aufklärung auf das schweizerische Staatskirchenrecht zum Dr. iur. promoviert.
Nach seinem Studium wurde er zunächst Leiter des Rechtsdienstes im Finanzdepartement des Kantons St. Gallen. 1978 wurde er Departementssekretär. Von 1992 bis 2012 war er Präsident des Verwaltungsgerichts des Kantons St. Gallen.
Zudem war er bis 2005 nebenamtlicher Bundesrichter am Bundesgericht in Lausanne, des Weiteren engagierte er sich in vier interkantonalen Rekurskommissionen und verschiedenen eidgenössischen Expertenkommissionen. Bis zu seinem Tode war er Rechtsberater der Konferenz der kantonalen Finanzdirektoren.
Ab 1980 lehrte er öffentliches Recht an der Universität St. Gallen, seit 2005 als Titularprofessor. 2013 hielt er seine Abschiedsvorlesung zum Thema «Steuerföderalismus im interkantonalen und internationalen Focus».
Cavelti war Katholik und Mitglied der Christlichdemokratischen Volkspartei (CVP) im Kanton St. Gallen. Seit Schüler- und Studententagen war er Mitglied im Schweizerischen Studentenverein und zwar bei der Studentenverbindung GV Angelomontana an der Stiftsschule Engelberg sowie der AKV Neu-Romania in Freiburg.

## Ehrungen
- Festgabe Prof. Dr. Ulrich Cavelti: Präsident des Verwaltungsgerichts des Kantons St. Gallen 1992 bis 2012, Kanton St. Gallen 2012

## Schriften
- Die konfessionellen Ausnahmeartikel im Abstimmungskampf, Maihof 1973
- Einflüsse der Aufklärung auf die Grundlagen des schweizerischen Staatskirchenrechts : mit besonderer Berücksichtigung des Schrifttums Emer de Vattels und Josef Anton Felix Balthasars, Universitätsverlag Freiburg 1976, ISBN 3-7278-0162-X (Dissertation)
- Mitarbeit an Bundesgesetz über die Harmonisierung der direkten Steuern der Kantone und Gemeinden (StHG) (Kommentar zum Schweizerischen Steuerrecht), Helbing & Lichtenhahn 2002, ISBN 3-7190-2029-0
- Mitarbeit an Bundesgesetz über die direkte Bundessteuer (DBG) (Kommentar zum Schweizerischen Steuerrecht), Helbing & Lichtenhahn 2017, ISBN 3-7190-3267-1